# Barani (Burkina Faso)
Pour les articles homonymes, voir Barani.
Barani est une commune située dans le département de Barani, dont elle est le chef-lieu, de la province de Kossi au Burkina Faso.

## Santé et éducation
La commune accueille un centre de santé et de promotion sociale (CSPS).